# Brettonwoodský systém

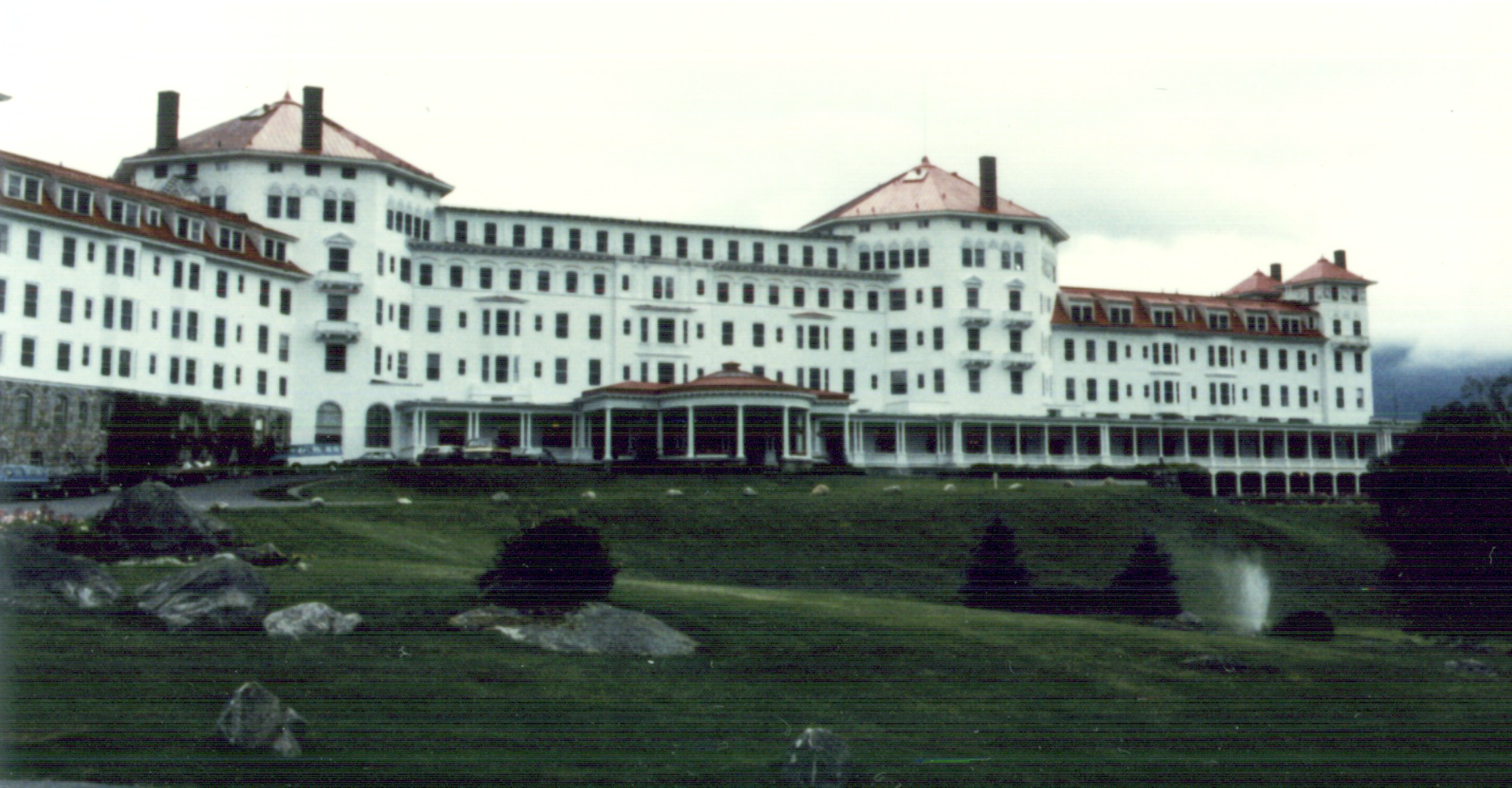
Hotel Mount Washington, v němž se konference konala

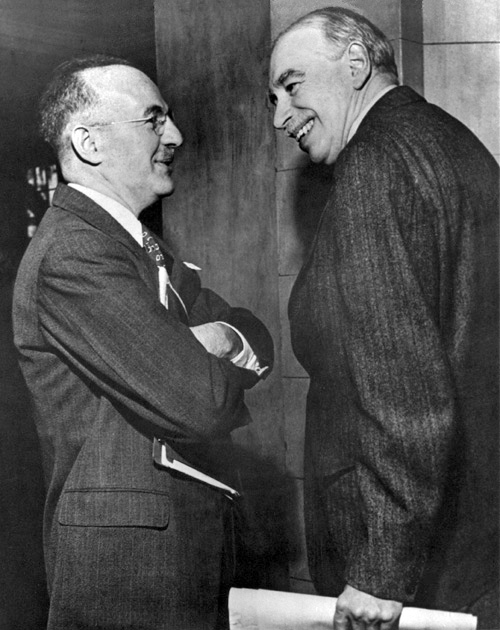
Harry Dexter White a John Maynard Keynes na Brettonwoodské konferenci

Brettonwoodský (měnový) systém byl systém regulace mezinárodních měnových vztahů založený na režimu pevných směnných kurzů. Vyžadoval od každé členské země, aby udržovala fluktuaci svých směnných kurzů v rozpětí jednoho procenta kolem pari hodnoty vyjádřené v amerických dolarech. Pojmenován je podle okresu Bretton Woods v New Hampshire, USA, kde byl systém v roce 1944 dohodnut. Trval od roku 1945 do srpna 1971.

## Před konferencí v Bretton Woods
Až do začátku první světové války byla hodnota jednotlivých měn navázána na zlato (například americký dolar byl definován jako 1/20 unce zlata), a toto navázání znemožňovalo vydávat nové ničím nekryté peníze. Enormní válečné výdaje vedly válčící strany k opuštění zlata a inflaci, protože inflace je svého druhu zdanění, na rozdíl od skutečných daní však jej není třeba veřejně vyhlašovat a lze jej provádět i bez vědomého souhlasu veřejnosti. Všechny významné měny se tak znehodnocovaly, dolar o něco méně, neboť Spojené státy vstoupily do války později. Po skončení první světové války se už ani jedna ze stran k původnímu standardu nevrátila.

## Brettonwoodská dohoda
V červenci 1944 se v hotelu Mount Washington v okresu Bretton Woods v New Hampshire, USA konala jednání mezi 44 zeměmi (v nichž měly hlavní slovo Velká Británie a Spojené státy americké) o nové koncepci peněžního systému, která by v poválečném světě mohla být zavedena. Výsledkem byla tzv. brettonwoodská dohoda (též opisně nazývaná standard ekvivalence dolaru a zlata) coby první globální peněžní konstituce. Body této konference se promýšlely dva roky dopředu. Podstatou dohody bylo napojení amerického dolaru na zlato a všech ostatních měn na dolar. Dolar sám byl fixován jako 1/35 unce zlata. Směňovat dolary za zlato ovšem směly pouze vlády, nikoliv občané. Dohoda byla podepsána všemi 45 zúčastněnými zeměmi a v následujícím roce, 1945, vstoupila v platnost.
Jako zástupci Československa byli jednání přítomni Ladislav Feierabend, Jan Viktor Mládek, Antonín Basch, Ervin Exner a Josef Hanč.

## Důsledky Brettonwoodské dohody
Americký dolar získal status oficiální celosvětové rezervní měny, od které navíc budou měny ostatních zemí odvozeny. Současně Spojené státy musely garantovat směnitelnost dolaru za zlato v pevně stanoveném kurzu 35 dolarů za trojskou unci zlata (jednalo se o jistou formu zlatého standardu). V zájmu centrálních bank ostatních států bylo vytvořit si dostatečné měnové rezervy právě v amerických dolarech. To zpětně zvýšilo atraktivitu této měny a posílilo její postavení v poválečném světě.

### Organizace vzešlé z Brettonwoodské dohody
Brettonwoodská dohoda dala vzniknout Stabilizačnímu fondu, později Mezinárodnímu měnovému fondu, který na nově vzniklý systém začal dohlížet. Dále pak vznikla Mezinárodní banka pro obnovu a rozvoj, později Světová banka (World Bank, WB). Naopak, bylo navrženo zrušení Banky pro mezinárodní vypořádání (the Bank of International Settlements) za flagrantní spolupráci s nacistickým režimem, ale tento krok nakonec na konferenci neprošel (i vzhledem k nutnosti formy předpokládaných poválečných reparací Německa).

### Uzavření zlatého okna

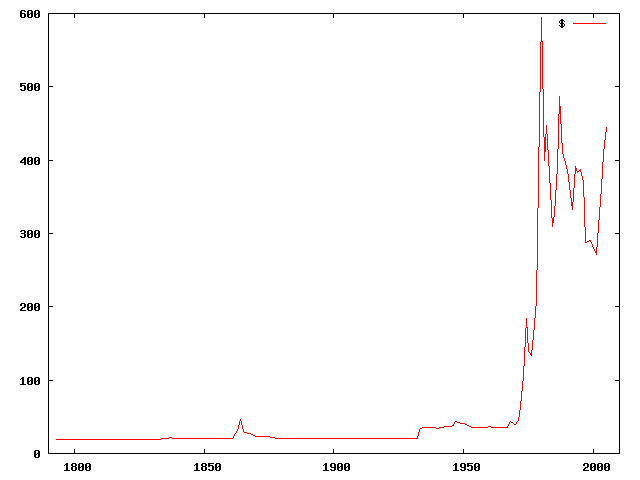
Vývoj ceny zlata v amerických dolarech. Prudký vzestup nominální hodnoty se časově shoduje s uzavřením zlatého okna

Konverze dolaru za zlato nebyla vymahatelná jednotlivcem, ale měly na ni nárok centrální banky jiných zemí. V důsledku to znamenalo, že centrální banka Spojených států (Federální rezervní systém) byla povinna na žádost bank jiných zemí směnit dodanou sumu dolarů za odpovídající množství zlata.
Vlády Spojených států však postupně produkovaly více papírových peněz, než by odpovídalo tomuto kurzu. Ostatní země, zvláště Francie, na to reagovaly požadavky na směnu dolarů za zlato, což vedlo k odčerpávání zlata drženého americkými bankami z území Spojených států a USA o své měnové zlato přicházely. Vzhledem k tomu, že Spojené státy americké měly po druhé světové válce značné zásoby zlata, se držel systém poměrně dlouho, ale koncem 60. let (zejména po programu „zbraní a másla“ prezidenta Lyndona Johnsona) se začal rozpadat.
Spojené státy na to v březnu 1968 reagovaly úpravou, podle které mělo být americké měnové zlato obchodováno zcela odděleně (stále za cenu 35 dolarů za unci) od zlata na světových trzích. Ostatní vlády se zavázaly neprodávat ani nenakupovat toto zlato jinde. V srpnu roku 1971, kdy o splnění závazku podle brettonwoodské dohody zažádaly Francie a Velká Británie, jim tehdejší prezident Richard Nixon nevyhověl a 15. srpna tzv. uzavřením zlatého okna brettonwoodský systém zrušil. To vedlo k éře pohyblivých devizových kurzů. Cena zlata během několika měsíců od konce Brettonwoodské dohody vzrostla řádově desetinásobně. Americký ministr financí John Connally pak uvedl, že „dolar je naše měna, ale váš problém.“
Nástupcem Brettonwoodského systému byla Smithsoniánská dohoda, podepsaná v prosinci 1971. Americký prezident Nixon ji nazval "Největší měnovou dohodou v dějinách lidstva". Dohoda zafixovala kurzy mnohých evropských měn vůči dolaru (kurzy byly podhodnocené). Spojené státy navíc devalvovaly oficiální kurz dolaru na 1/38 unce zlata. Pokračující inflace v USA ale vedla k tomu, že bylo stále obtížnější udržet stávající nadhodnocený kurz dolaru, a již v březnu 1973 se smithsoniánský systém zhroutil.

### Současnost
Navázání jistých měn na dolar však pokračuje; asijská finanční krize tím byla podstatně ovlivněna. Současný systém bývá nazýván Brettonwoodský systém II. USA ale ztrácí dominantní vliv a Lawrence Summers varuje před následky, pokud Brettonwoodský systém nebude silný.